# ユニカール
ユニカール（unicurl）は、専用カーペットの上でプラスチック製のストーンを滑らせるスポーツで、スウェーデン、ノルウェー、デンマークなどの北欧諸国や日本で競技が行われている。

## 歴史
オフシーズンでも楽しめるように、氷上ではなくカーペットの上でできるカーリングとして、1979年にスウェーデン、ヨーテボリ出身のカール＝オーケ・アールクビスト（Carl-Åke Ahlqvist）によって考案された。「ユニバーサル・カーリング」（みんなのカーリング）を略してユニカールと名付けられている。
日本には1980年代に紹介され、日本ユニカール協会を中心に高齢者や障害者も気軽に楽しめるニュースポーツとして普及活動が進められている。全国スポーツ・レクリエーション祭では青森大会（青森市、2007年）、滋賀大会（木之本町、2008年）にフリー参加種目として実施されたほか、富山大会（舟橋村、2010年）でも予定されている。2007年の秋田わか杉国体では大館市でデモンストレーション種目としてユニカールが行われた。

## ルール
1チーム3人の2チーム、3対3で対戦する。スタートラインから取っ手のついた専用のストーンを滑らせ、サークルの中心に近づけることを目指す。相手チームのストーンに自チームのストーンをぶつけてサークル外へはじきとばすなどして、ゲーム終了時により多くのストーンが3重円のサークル中央近くにあるチームが勝ちとなる。